# Мікаель Ерн
Мікаель Ерн (швед. Mikael Örn, 29 листопада 1961) — шведський плавець.
Призер Олімпійських Ігор 1984 року.